# Šachové hodiny

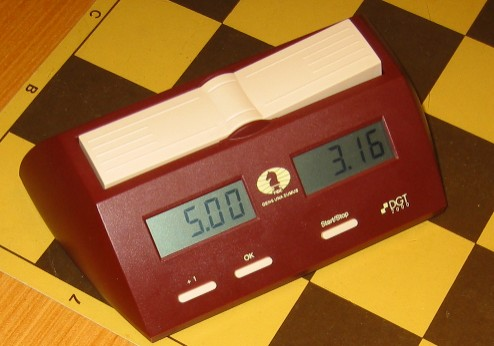
Digitální šachové hodiny

Šachové hodiny jsou dvojice spřažených časoměrných zařízení, které se přepínají (zpravidla pomocí tlačítek) tak, aby vždy jedno zařízení šlo a druhé stálo. Používají se v šachu a jiných hrách pro dva hráče (například go, dáma) k odměřování času na přemýšlení. Na začátku hry má každý hráč přidělený jistý čas, který pod hrozbou prohry nebo (za určitých podmínek) remízy nesmí překročit do konce partie nebo do vykonání určitého počtu tahů. Moderní digitální hodiny navíc umožňují přidělit jistý časový bonus za každý provedený tah.

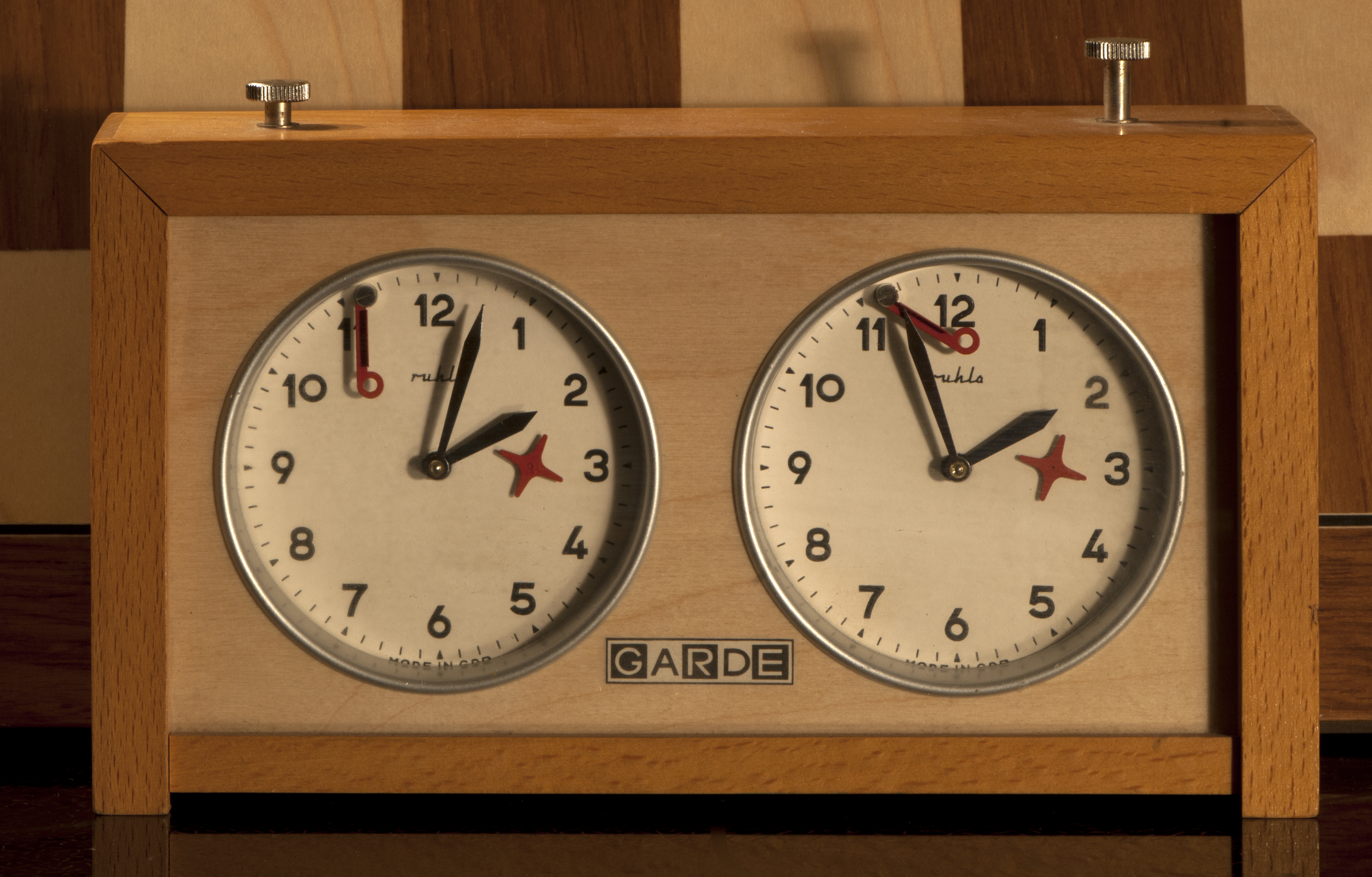
Mechanické (analogové) šachové hodiny

K přesnému určení okamžiku, kdy došlo k přečerpání vymezeného času, slouží u mechanických šachových hodin takzvaný praporek, kovová páka upevněná nad číslicí 11 na ciferníku. Velká ručička hodin praporek postupně nadzvedává jak se blíží k dvanáctce, a jakmile dvanáctku překročí, praporek spadne, čímž se vyznačí překročení časového limitu.
Stav, kdy již hráč trpí nedostatkem času na přemýšlení, protože se blíží konec časového limitu, se označuje jako časová tíseň.